# Liverpool Football Club 2016-2017
Questa pagina raccoglie i dati riguardanti il Liverpool Football Club nelle competizioni ufficiali della stagione 2016-2017.

## Stagione
La stagione 2016-2017 è stata la cinquantaquattresima consecutiva nella massima serie del calcio inglese. La stagione inizia con la vittoria per 4-3 in casa dell'Arsenal. Il calendario impone al Liverpool di giocare le prime tre giornate di campionato tutte fuori casa a causa di un piccolo intervento di restauro allo stadio Anfield dove il Liverpool gioca le partite casalinghe. Questo progetto viene attuato per aumentare la capienza dei posti a sedere dello stadio che dovrebbero arrivare a 59.000. La prima partita in casa nel nuovo stadio rimodernato viene vinta con il risultato di 4-1 sui campioni d'Inghilterra del Leicester City.
All'11ª giornata di Premier League la squadra si trova in vetta alla classifica con un punto di vantaggio sul Chelsea dopo il successo per 6-1 sul Watford. Il 19 dicembre la squadra vince il derby giocato in casa dei rivali dell'Everton con il risultato di 1-0. Tra gennaio e febbraio la squadra attraversa un periodo di crisi che porta la squadra dal secondo posto al quinto. Complice la vittoria casalinga per 3-0 sul Middlesbrough all'ultima giornata la squadra raggiunge il 4º posto che vale l'accesso ai preliminari di Champions League per la stagione 2017-2018 con un punto di vantaggio sui londinesi dell'Arsenal.

## Maglie e sponsor
| Casa | Trasferta | Terza divisa |

## Organigramma societario
ORGANI DI AMMINISTRAZIONE E CONTROLLO
Consiglio di amministrazione
- Proprietario: John W. Henry
- Presidente: Tom Werner
- Presidenti onorari: D.R. Moores, T.D. Smith, K.E.B. Clayton, J.D. Burns, J.H. Cresswell
- Vicepresidente: David Ginsberg
- Amministratore delegato - CdA: Sir Kenny Dalglish
- Direttore generale: Michael Gordon
- Chief Executive Officer: Peter Moore
- Chief Operating Officer: Andy Hughes
- Amministratori: Michael Gordon, Mike Egan

AREE E MANAGEMENT
Area gestione aziendale
- Segretario generale: Ian Silvester
- Segretario del Club: Danny Stanway
- Kit Manager: Graham Carter, John Wright

Area comunicazione
- Direttore della comunicazione: Susan Black
- Addetto stampa: Matt McCann

Area sportiva
- Direttore sportivo: Michael Edwards
- Head of Ticketing and Hospitality: Phil Dutton
- Supporter Liaison Officer: Yonit Sharabi
- Stadium Manager: Mickel Lauritsen
- Academy Director: Alex Inglethorpe

Area tecnica
- Allenatore: Jürgen Klopp
- Allenatore in seconda: Željko Buvač
- Collaboratori tecnici: Peter Krawietz, Pepijn Lijnders, Angel Vales
- Preparatore dei portieri: John Achterberg
- Responsabile preparazione atletica: Philipp Jacobsen
- Preparatori atletici: Louise Fawcett, Matt Konopinski, Christopher Rohrbeck, Paul Small
- Responsabile Training Check: Mark Hulse, Andreas Kornmayer

Area sanitaria
- Team Doctor: Dr. Andrew Massey

## Rosa
Rosa, numerazione e ruoli, tratti dal sito ufficiale, sono aggiornati al 31 agosto 2016.
| N. |                        | Ruolo | Calciatore                   |
| -- | ---------------------- | ----- | ---------------------------- |
| 1  | Germania (bandiera)    | P     | Loris Karius                 |
| 2  | Inghilterra (bandiera) | D     | Nathaniel Clyne              |
| 5  | Paesi Bassi (bandiera) | C     | Georginio Wijnaldum          |
| 6  | Croazia (bandiera)     | D     | Dejan Lovren                 |
| 7  | Inghilterra (bandiera) | C     | James Milner (vice-capitano) |
| 10 | Brasile (bandiera)     | C     | Philippe Coutinho            |
| 11 | Brasile (bandiera)     | A     | Roberto Firmino              |
| 12 | Inghilterra (bandiera) | D     | Joe Gomez                    |
| 13 | Austria (bandiera)     | P     | Alexander Manninger          |
| 14 | Inghilterra (bandiera) | C     | Jordan Henderson (capitano)  |
| 15 | Inghilterra (bandiera) | A     | Daniel Sturridge             |
| 16 | Serbia (bandiera)      | C     | Marko Grujić                 |
| 17 | Estonia (bandiera)     | D     | Ragnar Klavan                |
| 18 | Spagna (bandiera)      | D     | Alberto Moreno               |

| N. |                        | Ruolo | Calciatore             |
| -- | ---------------------- | ----- | ---------------------- |
| 19 | Senegal (bandiera)     | A     | Sadio Mané             |
| 20 | Inghilterra (bandiera) | C     | Adam Lallana           |
| 21 | Brasile (bandiera)     | C     | Lucas Leiva            |
| 22 | Belgio (bandiera)      | P     | Simon Mignolet         |
| 23 | Germania (bandiera)    | C     | Emre Can               |
| 27 | Belgio (bandiera)      | A     | Divock Origi           |
| 28 | Inghilterra (bandiera) | A     | Danny Ings             |
| 32 | Camerun (bandiera)     | D     | Joël Matip             |
| 35 | Inghilterra (bandiera) | C     | Kevin Stewart          |
| 53 | Inghilterra (bandiera) | C     | Ovie Ejaria            |
| 54 | Inghilterra (bandiera) | A     | Sheyi Ojo              |
| 56 | Inghilterra (bandiera) | D     | Connor Randall         |
| 58 | Galles (bandiera)      | A     | Ben Woodburn           |
| 66 | Inghilterra (bandiera) | D     | Trent Alexander-Arnold |

## Calciomercato

### Sessione estiva(dall'1/7 all'1/9)
La sessione di calciomercato estiva comincia subito l'acquisto dello svincolato Joel Matip proveniente dallo Schalke e Loris Karius proveniente dal Mainz. Successivamente spiccano gli acquisti di Sadio Mané dal Southampton per 41 milioni di euro circa e l'acquisto di Wijnaldum dal retrocesso Newcastle per una cifra vicino ai 30 milioni di euro. Sul fronte cessioni invece c'è da registrare l'uscita del giovane Jordon Ibe ceduto al Bournemouth per 18 milioni, Christian Benteke ai londinesi del Crystal Palace per circa 30 milioni di euro e Joe Allen allo Stoke City per una cifra che si aggira sui 15 milioni di euro.
| Acquisti         | Acquisti            | Acquisti            | Acquisti                 |
| R.               | Nome                | da                  | Modalità                 |
| ---------------- | ------------------- | ------------------- | ------------------------ |
| C                | Sadio Mané          | Southampton         | definitivo (41,20 mln €) |
| P                | Loris Karius        | Magonza             | definitivo (6,20 mln €)  |
| D                | Ragnar Klavan       | Augusta             | definitivo (5 mln €)     |
| D                | Joël Matip          | Schalke 04          | svincolato               |
| P                | Alexander Manninger | Augusta             | svincolato               |
| C                | Georginio Wijnaldum | Newcastle Utd       | definitivo (27,50 mln €) |
| Altre operazioni |                     |                     |                          |
| R.               | Nome                | da                  | Modalità                 |
| C                | Luis Alberto        | Deportivo La Coruña | fine prestito            |
| A                | Samed Yesil         | Lucerna             | fine prestito            |
| C                | Lazar Marković      | Fenerbahçe          | fine prestito            |
| A                | Mario Balotelli     | Milan               | fine prestito            |
| C                | Marko Grujić        | Stella Rossa        | fine prestito            |

| Cessioni         | Cessioni          | Cessioni          | Cessioni                 |
| R.               | Nome              | a                 | Modalità                 |
| ---------------- | ----------------- | ----------------- | ------------------------ |
| C                | Jordon Ibe        | Bournemouth       | definitivo (18 mln €)    |
| D                | Martin Škrtel     | Fenerbahçe        | definitivo (6 mln €)     |
| D                | Kolo Touré        | Celtic            | svincolato               |
| C                | Joe Allen         | Stoke City        | definitivo (15,50 mln €) |
| A                | Christian Benteke | Crystal Palace    | definitivo (31,20 mln)   |
| D                | Brad Smith        | Bournemouth       | definitivo (3,60 mln)    |
| Altre operazioni |                   |                   |                          |
| R.               | Nome              | a                 | Modalità                 |
| C                | Luis Alberto      | Lazio             | definitivo (5 mln)       |
| C                | Joao Teixeira     | Porto             | svincolato               |
| A                | Mario Balotelli   | Nizza             | svincolato               |
| P                | Danny Ward        | Huddersfield Town | prestito                 |
| P                | Adam Bogdan       | Wigan             | prestito                 |
| D                | Jon Flanagan      | Burnley           | prestito                 |
| A                | Samed Yeşil\| -   | svincolato        |                          |
| D                | Andre Wisdom      | Salisburgo        | prestito                 |
| C                | Lazar Marković    | Sporting Lisbona  | prestito                 |

### Sessione invernale(dal 3/1 al 1/2)
| Acquisti | Acquisti       | Acquisti         | Acquisti      |
| R.       | Nome           | da               | Modalità      |
| -------- | -------------- | ---------------- | ------------- |
| C        | Lazar Marković | Sporting Lisbona | fine prestito |

| Cessioni | Cessioni       | Cessioni       | Cessioni                                                  |
| R.       | Nome           | a              | Modalità                                                  |
| -------- | -------------- | -------------- | --------------------------------------------------------- |
| D        | Tiago Ilori    | Reading        | definitivo (4,30 milioni €)                               |
| D        | Mamadou Sakho  | Crystal Palace | prestito oneroso con diritto di riscatto (2,30 milioni €) |
| C        | Lazar Marković | Hull City      | prestito                                                  |

## Risultati

### Premier League

#### Girone di andata
| Arbitro: | Michael Oliver |

|                                                 |           |                                          |
| Walcott 31’ Oxlade-Chamberlain 64’ Chambers 75’ | Marcatori | 45+2’, 56’ Coutinho 49’ Lallana 63’ Mané |

| Arbitro: | Lee Mason |

|                   |           |  |
| Vokes 2’ Gray 37’ | Marcatori |  |

| Arbitro: | Robert Madley |

|          |           |                   |
| Rose 72’ | Marcatori | 43’ (rig.) Milner |

| Arbitro: | Craig Pawson |

|                                         |           |           |
| R. Firmino 13’ 89’ Mané 31’ Lallana 56’ | Marcatori | 38’ Vardy |

| Arbitro: | Martin Atkinson |

|              |           |                          |
| D. Costa 61’ | Marcatori | 17’ Lovren 36’ Henderson |

| Arbitro: | Andre Marriner |

|                                                                |           |            |
| Lallana 17’ Milner 30’ (rig.) 71’ (rig.) Mané 36’ Coutinho 52’ | Marcatori | 51’ Meyler |

| Arbitro: | Michael Oliver |

|        |           |                                  |
| Fer 8’ | Marcatori | 54’ R. Firmino 84’ (rig.) Milner |

| Liverpool 17 ottobre 2016, ore 21:00 WEST 8ª giornata | Liverpool      | 0 – 0 referto | Manchester Utd | Anfield (52.769 spett.)\| Arbitro: \| Anthony Taylor \| |
| Arbitro:                                              | Anthony Taylor |               |                |                                                         |

| Arbitro: | Neil Swarbrick |

|                       |           |             |
| Mané 20’ Coutinho 35’ | Marcatori | 81’ McAuley |

| Arbitro: | Andre Marriner |

|                  |           |                                             |
| McArthur 18’ 33’ | Marcatori | 16’ Can 21’ Lovren 44’ Matip 71’ R. Firmino |

| Arbitro: | Michael Oliver |

|                                                                  |           |             |
| Mané 27’ 60’ Coutinho 30’ Can 43’ R. Firmino 57’ Wijnaldum 90+1’ | Marcatori | 75’ Janmaat |

| Southampton 19 novembre 2016, ore 16:00 WET 12ª giornata | Southampton      | 0 – 0 referto | Liverpool | St. Mary's Stadium (31.848 spett.)\| Arbitro: \| Mark Clattenburg \| |
| Arbitro:                                                 | Mark Clattenburg |               |           |                                                                      |

| Arbitro: | Anthony Taylor |

|                               |           |  |
| Origi 75’ Milner 90+1’ (rig.) | Marcatori |  |

| Arbitro: | Robert Madley |

|                                                 |           |                            |
| Wilson 56’ (rig.) Fraser 76’ Cook 78’ Aké 90+3’ | Marcatori | 20’ Mané 22’ Origi 64’ Can |

| Arbitro: | Mark Clattenburg |

|                      |           |                       |
| Lallana 5’ Origi 48’ | Marcatori | 27’ Payet 39’ Antonio |

| Arbitro: | Jonathan Moss |

|  |           |                           |
|  | Marcatori | 29’ 68’ Lallana 60’ Origi |

| Arbitro: | Mike Dean |

|  |           |            |
|  | Marcatori | 90+4’ Mané |

| Arbitro: | Michael Oliver |

|                                                            |           |             |
| Lallana 34’ R. Firmino 44’ Imbula 59’ (aut.) Sturridge 70’ | Marcatori | 12’ Walters |

| Arbitro: | Craig Pawson |

|              |           |  |
| Wijnaldum 8’ | Marcatori |  |

#### Girone di ritorno
| Arbitro: | Anthony Taylor |

|                             |           |                        |
| Defoe 25’ (rig.) 84’ (rig.) | Marcatori | 19’ Sturridge 72’ Mané |

| Arbitro: | Michael Oliver |

|                 |           |                   |
| Ibrahimović 84’ | Marcatori | 27’ (rig.) Milner |

| Arbitro: | Kevin Friend |

|                    |           |                                 |
| R. Firmino 55’ 69’ | Marcatori | 48’ 52’ Llorente 74’ Sigurdsson |

| Arbitro: | Mark Clattenburg |

|               |           |             |
| Wijnaldum 57’ | Marcatori | 24’ D. Luiz |

| Arbitro: | Lee Mason |

|                        |           |  |
| N'Diaye 44’ Niasse 84’ | Marcatori |  |

| Arbitro: | Anthony Taylor |

|              |           |  |
| Mané 16’ 18’ | Marcatori |  |

| Arbitro: | Michael Oliver |

|                              |           |              |
| Vardy 28’ 60’ Drinkwater 39’ | Marcatori | 68’ Coutinho |

| Arbitro: | Robert Madley |

|                                        |           |             |
| R. Firmino 9’ Mané 40’ Wijnaldum 90+1’ | Marcatori | 57’ Welbeck |

| Arbitro: | Craig Pawson |

|                         |           |           |
| Wijnaldum 45+1’ Can 61’ | Marcatori | 7’ Barnes |

| Arbitro: | Michael Oliver |

|            |           |                   |
| Agüero 69’ | Marcatori | 51’ (rig.) Milner |

| Arbitro: | Anthony Taylor |

|                                |           |                |
| Mané 8’ Coutinho 31’ Origi 60’ | Marcatori | 28’ Pennington |

| Arbitro: | Lee Mason |

|                        |           |                   |
| Coutinho 40’ Origi 59’ | Marcatori | 7’ Afobe 87’ King |

| Arbitro: | Mike Dean |

|             |           |                             |
| Walters 44’ | Marcatori | 70’ Coutinho 72’ R. Firmino |

| Arbitro: | Jonathan Moss |

|  |           |                  |
|  | Marcatori | 45+1’ R. Firmino |

| Arbitro: | Andre Marriner |

|              |           |                 |
| Coutinho 24’ | Marcatori | 42’ 74’ Benteke |

| Arbitro: | Craig Pawson |

|  |           |           |
|  | Marcatori | 45+2’ Can |

| Liverpool 7 maggio 2017, ore 14:30 WEST 36ª giornata | Liverpool     | 0 – 0 referto | Southampton | Anfield (53.159 spett.)\| Arbitro: \| Robert Madley \| |
| Arbitro:                                             | Robert Madley |               |             |                                                        |

| Arbitro: | Neil Swarbrick |

|  |           |                                          |
|  | Marcatori | 35’ Sturridge 57’ 61’ Coutinho 76’ Origi |

| Arbitro: | Martin Atkinson |

|                                          |           |  |
| Wijnaldum 45+1’ Coutinho 51’ Lallana 56’ | Marcatori |  |

### FA Cup

#### Fase a eliminazione diretta
| Liverpool 8 gennaio 2017, ore 14:30 WET Sedicesimi di finale | Liverpool    | 0 – 0 referto | Plymouth | Anfield (53.077 spett.)\| Arbitro: \| Paul Tierney \| |
| Arbitro:                                                     | Paul Tierney |               |          |                                                       |

| Arbitro: | Graham Scott |

|  |           |                 |
|  | Marcatori | 18’ Lucas Leiva |

| Arbitro: | Craig Pawson |

|           |           |                         |
| Origi 86’ | Marcatori | 1’ Stearman 41’ Weimann |

### Football League Cup

#### Fase a eliminazione diretta
| Arbitro: | Simon Hooper |

|  |           |                                                              |
|  | Marcatori | 15’ Origi 22’ R. Firmino 61’ (aut.) Naylor 78’ 83’ Sturridge |

| Arbitro: | Graham Scott |

|  |           |                                   |
|  | Marcatori | 24’ Klavan 50’ Coutinho 54’ Origi |

| Arbitro: | Jonathan Moss |

|                  |           |                    |
| Sturridge 9’ 64’ | Marcatori | 76’ (rig.) Janssen |

| Arbitro: | Andre Marriner |

|                        |           |  |
| Origi 76’ Woodburn 80’ | Marcatori |  |

#### Semifinale
| Arbitro: | Neil Swarbrick |

|             |           |  |
| Redmond 20’ | Marcatori |  |

| Arbitro: | Martin Atkinson |

|  |           |            |
|  | Marcatori | 90+1’ Long |

## Statistiche

### Statistiche di squadra
Statistiche aggiornate a maggio 2017
| Competizione   | Punti            | In casa | In casa | In casa | In casa | In casa | In casa | In trasferta | In trasferta | In trasferta | In trasferta | In trasferta | In trasferta | Totale | Totale | Totale | Totale | Totale | Totale | Totale |
| Competizione   | Punti            | G       | V       | N       | P       | Gf      | Gs      | G            | V            | N            | P            | Gf           | Gs           | G      | V      | N      | P      | Gf     | Gs     | Dr     |
| -------------- | ---------------- | ------- | ------- | ------- | ------- | ------- | ------- | ------------ | ------------ | ------------ | ------------ | ------------ | ------------ | ------ | ------ | ------ | ------ | ------ | ------ | ------ |
| Premier League | 76               | 19      | 12      | 5       | 2       | 45      | 18      | 19           | 10           | 5            | 4            | 33           | 24           | 38     | 22     | 10     | 6      | 78     | 42     | +36    |
| FA Cup         | ottavi di finale | 2       | 0       | 1       | 1       | 1       | 2       | 1            | 1            | 0            | 0            | 1            | 0            | 3      | 1      | 1      | 1      | 2      | 2      | +0     |
| League Cup     | semifinale       | 3       | 2       | 0       | 1       | 4       | 2       | 3            | 2            | 0            | 1            | 8            | 1            | 6      | 4      | 0      | 2      | 12     | 3      | +9     |
| Totale         | 76               | 24      | 14      | 6       | 4       | 50      | 22      | 23           | 13           | 5            | 5            | 42           | 25           | 47     | 27     | 11     | 9      | 92     | 47     | +45    |

### Andamento in campionato
| Giornata  | 1 | 2  | 3  | 4 | 5 | 6 | 7 | 8 | 9 | 10 | 11 | 12 | 13 | 14 | 15 | 16 | 17 | 18 | 19 | 20 | 21 | 22 | 23 | 24 | 25 | 26 | 27 | 28 | 29 | 30 | 31 | 32 | 33 | 34 | 35 | 36 | 37 | 38 |
| --------- | - | -- | -- | - | - | - | - | - | - | -- | -- | -- | -- | -- | -- | -- | -- | -- | -- | -- | -- | -- | -- | -- | -- | -- | -- | -- | -- | -- | -- | -- | -- | -- | -- | -- | -- | -- |
| Luogo     | T | T  | T  | C | T | C | T | C | C | T  | C  | T  | C  | T  | C  | T  | T  | C  | C  | T  | T  | C  | C  | T  | C  | T  | C  | C  | T  | C  | C  | T  | T  | C  | T  | C  | T  | C  |
| Risultato | V | P  | N  | V | V | V | V | N | V | V  | V  | N  | V  | P  | N  | V  | V  | V  | V  | N  | N  | P  | N  | P  | V  | P  | V  | V  | N  | V  | N  | V  | V  | P  | V  | N  | V  | V  |
| Posizione | 2 | 11 | 11 | 6 | 6 | 4 | 4 | 4 | 3 | 3  | 1  | 2  | 2  | 3  | 3  | 2  | 2  | 2  | 2  | 2  | 3  | 3  | 4  | 5  | 5  | 5  | 4  | 4  | 4  | 3  | 3  | 3  | 3  | 3  | 3  | 3  | 4  | 4  |

Fonte:  Premier League – Classifiche, su sport.sky.it, sport.sky.it (archiviato dall'url originale il 5 gennaio 2016).
Legenda:

Luogo: C = Casa; T = Trasferta. Risultato: V = Vittoria; N = Pareggio; P = Sconfitta.

### Statistiche dei giocatori
In corsivo i giocatori che hanno lasciato la squadra a stagione già iniziata
| Giocatore           | Premier League | Premier League | Premier League | Premier League | FA Cup   | FA Cup | FA Cup      | FA Cup     | Football League Cup | Football League Cup | Football League Cup | Football League Cup | Totale   | Totale | Totale      | Totale     |
| Giocatore           | Presenze       | Reti           | Ammonizioni    | Espulsioni     | Presenze | Reti   | Ammonizioni | Espulsioni | Presenze            | Reti                | Ammonizioni         | Espulsioni          | Presenze | Reti   | Ammonizioni | Espulsioni |
| ------------------- | -------------- | -------------- | -------------- | -------------- | -------- | ------ | ----------- | ---------- | ------------------- | ------------------- | ------------------- | ------------------- | -------- | ------ | ----------- | ---------- |
| P. Coutinho         | 31             | 13             | 2              | 0              | 2        | 0      | 0           | 0          | 3                   | 1                   | 0                   | 0                   | 36       | 14     | 2           | 0          |
| J. Henderson        | 24             | 1              | 8              | 0              | 0        | 0      | 0           | 0          | 3                   | 0                   | 0                   | 0                   | 27       | 1      | 8           | 0          |
| L. Lucas            | 24             | 0              | 4              | 0              | 3        | 1      | 0           | 0          | 4                   | 0                   | 0                   | 0                   | 31       | 1      | 4           | 0          |
| S. Mignolet         | 28             | -30            | 0              | 0              | 0        | -0     | 0           | 0          | 3                   | -1                  | 0                   | 0                   | 31       | -31    | 0           | 0          |
| B. Woodburn         | 5              | 0              | 0              | 0              | 3        | 0      | 0           | 0          | 1                   | 1                   | 0                   | 0                   | 9        | 1      | 0           | 0          |
| D. Sturridge        | 20             | 3              | 1              | 0              | 3        | 0      | 0           | 0          | 4                   | 4                   | 0                   | 0                   | 27       | 7      | 1           | 0          |
| C. Randall          | 0              | 0              | 0              | 0              | 1        | 0      | 0           | 0          | 0                   | 0                   | 0                   | 0                   | 1        | 0      | 0           | 0          |
| L. Karius           | 10             | -12            | 0              | 0              | 3        | -2     | 0           | 0          | 3                   | -2                  | 0                   | 0                   | 16       | -16    | 0           | 0          |
| J. Matip            | 29             | 1              | 3              | 0              | 0        | 0      | 0           | 0          | 3                   | 0                   | 0                   | 0                   | 32       | 1      | 3           | 0          |
| A. Manninger        | 0              | -0             | 0              | 0              | 0        | -0     | 0           | 0          | 0                   | -0                  | 0                   | 0                   | 0        | -0     | 0           | 0          |
| D. Origi            | 34             | 7              | 0              | 0              | 3        | 1      | 0           | 0          | 6                   | 3                   | 1                   | 0                   | 43       | 11     | 1           | 0          |
| T. Alexander-Arnold | 7              | 0              | 0              | 0              | 3        | 0      | 1           | 0          | 3                   | 0                   | 1                   | 0                   | 13       | 0      | 2           | 0          |
| S. Mane             | 27             | 13             | 4              | 0              | 0        | 0      | 0           | 0          | 2                   | 0                   | 0                   | 0                   | 29       | 13     | 4           | 0          |
| R. Firmino          | 35             | 11             | 5              | 0              | 2        | 0      | 0           | 0          | 4                   | 1                   | 0                   | 0                   | 41       | 12     | 5           | 0          |
| A. Lallana          | 31             | 8              | 3              | 0              | 1        | 0      | 0           | 0          | 3                   | 0                   | 0                   | 0                   | 35       | 8      | 3           | 0          |
| S. Ojo              | 0              | 0              | 0              | 0              | 2        | 0      | 1           | 0          | 0                   | 0                   | 0                   | 0                   | 2        | 0      | 1           | 0          |
| R. Klavan           | 20             | 0              | 3              | 0              | 1        | 0      | 0           | 0          | 4                   | 1                   | 0                   | 0                   | 25       | 1      | 3           | 0          |
| G. Wijnaldum        | 36             | 6              | 2              | 0              | 1        | 0      | 1           | 0          | 5                   | 0                   | 0                   | 0                   | 42       | 6      | 3           | 0          |
| K. Stewart          | 4              | 0              | 0              | 0              | 2        | 0      | 0           | 0          | 3                   | 0                   | 0                   | 0                   | 9        | 0      | 0           | 0          |
| J. Milner           | 36             | 7              | 5              | 0              | 0        | 0      | 0           | 0          | 4                   | 0                   | 0                   | 0                   | 40       | 7      | 5           | 0          |
| N. Clyne            | 37             | 0              | 0              | 0              | 0        | 0      | 0           | 0          | 4                   | 0                   | 0                   | 0                   | 41       | 0      | 0           | 0          |
| A. Moreno           | 12             | 0              | 1              | 0              | 3        | 0      | 0           | 0          | 3                   | 0                   | 1                   | 0                   | 18       | 0      | 2           | 0          |
| E. Can              | 32             | 5              | 6              | 0              | 2        | 0      | 0           | 0          | 6                   | 0                   | 0                   | 0                   | 40       | 5      | 6           | 0          |
| M. Grujic           | 5              | 0              | 1              | 0              | 0        | 0      | 0           | 0          | 3                   | 0                   | 2                   | 0                   | 8        | 0      | 3           | 0          |
| D. Ings             | 0              | 0              | 0              | 0              | 0        | 0      | 0           | 0          | 2                   | 0                   | 1                   | 0                   | 2        | 0      | 1           | 0          |
| D. Lovren           | 29             | 2              | 6              | 0              | 0        | 0      | 0           | 0          | 3                   | 0                   | 0                   | 0                   | 32       | 2      | 6           | 0          |
| J. Gomez            | 0              | 0              | 0              | 0              | 3        | 0      | 1           | 0          | 0                   | 0                   | 0                   | 0                   | 3        | 0      | 1           | 0          |
| O. Ejaria           | 2              | 0              | 0              | 0              | 2        | 0      | 1           | 0          | 3                   | 0                   | 0                   | 0                   | 7        | 0      | 1           | 0          |